# Rhodostrophia inconspicua
Rhodostrophia inconspicua är en fjärilsart som beskrevs av Butler 1886. Rhodostrophia inconspicua ingår i släktet Rhodostrophia och familjen mätare. Inga underarter finns listade.